# Leseni princ
Leseni princ, baletna glasba Béle Bartóka.
Bartok (1881-1945) je ustvaril tri odrska dela: opero Grad vojvode Sinjebradca (1911), baletno glasbo Leseni princ (1917) in glasbo za pantomimo Čudežni mandarin (1923). Vsaka od teh treh umetnin na svoj način obravnava globine odnosa med moškim in žensko. Prvi dve sta nastali po libretu oz. scenariju pesnika Bele Balazsa, ki je staro zgodbo o Sinjebradcu upesnil v slogu transilvanskih ljudskih balad, v pravljici o lesenem princu pa je prikazal romantično nasprotje med umetnikom in njegovim delom. 

## Vsebina
Princesa živi v malem gradu na gorski pečini ob potoku sredi gozda. Narava se prebuja. Princesa se igrivo sprehaja med drevesi. Na drugi strani potoka stoji še en grad. Iz njega stopi kraljevič, ki se odpravlja na dolgo potovanje, da bi spoznal svet. Prikaže se gozdna vila in ukaže princeski, naj se skrije v svoj grad. Vendar jo je kraljevič že opazil in se vanjo na prvi pogled zaljubil. Steče proti njej, vila pa ukaže drevesom, naj mu zastavijo pot. Kraljevič se bori z gozdom in ga premaga. Vendar zaman! Potok je narasel in junak ne more čezenj. Ker ne more do svoje ljubljene, hoče vsaj vzbuditi njeno pozornost. Morda pa bo ona prišla k njemu.Iz palice izrezlja lutko in jo ogrne s svojim dragocenim plaščem. Pokaže jo princesi, le-ta pa se ne zmeni zanjo. Mladenič posadi lutki na glavo svojo krono, ko je tudi to brez uspeha, pa odreže svoje zlate lase in okrasi z njimi leseni ponaredek, ki mu je zdaj povsem podoben. Princesa končno pride iz gradu. Kraljevič se ji skrit za leseno lutko približa, da bi jo objel. Kakšno razočaranje! Deklica nasede z zlatom ovešeni leseni lutki z valovitimi, mehkimi lasmi in se sploh ne zmeni za ostriženo in razcapano bitje, ki je lutko ustvarilo. Prikaže se vila in s čarobno močjo vdihne življenje v lesenega možica. Princesa in leseni princ veselo zaplešeta po gozdu. Kraljevičeva žalost je neizmerna. Gozdni vili se zasmili. Za tolažbo ga ogrne v cvetno preprogo in mu posadi na glavo venec iz rož V tem trenutku se vrne princesa, naveličana lesene lutke, ki noče več rajati z njo. Zdaj bi rada resničnega, živega kraljeviča. On pa se užaljen odvrne od nje. Deklica mu sledi, vila pa spet oživi drevesa. Tokrat zastavijo pot kraljični. Deklica se ne more prebiti skozi in se zgrudi , osramočena in žalostna. V obupu odvrže svoje dragoceno ogrinjalo in zlato krono ter odreže svoje čudovite lase. Tedaj pa se kraljevič vrne k njej, dvigne jo k sebi in objame. Skupaj odideta, vila pa se vrne na svoje mesto v kraljestvo cvetlic, dreves in voda. 
Glasba Lesenega princa strogo sledi simetrični zgodbi. Uvodni in zaključni stavek prikazujeta naravo, ki se prebuja in umirja. Tematski material je v zadnjem stavku razporejen v nasprotnem vrstnem redu kot v uvodu. Med uvodom in zadnjim moderatom se zvrsti 7 plesnih stavkov. Osrednje mesto v skladbi zavzema četrti stavek, ki prikazuje ples princese in lesenega princa, obup in nato kronanje kraljeviča. Glasba v njem izraža skladateljeve panteistične sanje o pomiritvi med človekom in naravo. 
Bartok je v svoji umetnosti iskal sintezo med prizadevanji svojih predhodnikov in vzornikov Wagnerja, Debussyja in Richarda Straussa ter nasprotji, v katera se je ujela glasba po Arnold Schönberg Schönbergovem prelomu s tonalnostjo. Poetično invencijo Lesenega princa spremljajo izjemno natančno odmerjeni in matematično zastavljeni kompozicijski prijemi. Razmerja med številom metričnih enot v posameznih delih skladbe se pogosto približujejo zlatemu rezu. Ritmične razdelitve mestoma sledijo Fibonaccijevemu zaporedju, ki matematično opisuje učinek seštevanja naravnih pojavov. To ozadje daje razgibani in harmonsko drzni Bartokovi umetnini pridih klasične skladnosti.